# Liolaemus yatel
Liolaemus yatel — вид ігуаноподібних ящірок родини Liolaemidae. Ендемік Аргентини.

## Поширення і екологія
Liolaemus yatel мешкають в Національному парку Боскес Петріфикадос-де-Харамільйо в департаменті Десеадо в провінції Санта-Крус. Вони живуть в патагонських степах, порослих невисокими колючими чагарниками. Зустрічаються на висоті від 200 до 250 м над рівнем моря. Є всеїдними і живородними.